# Bahnstrecke Čelákovice–Mochov
| Kursbuchstrecke (SŽ): | 233                  |                                     |                                     |
| Streckenlänge: | 4,014 km             |                                     |                                     |
| Spurweite: | 1435 mm (Normalspur) |                                     |                                     |
| Streckenklasse: | C4                   |                                     |                                     |
| Maximale Neigung: | 17,5 ‰               |                                     |                                     |
| Streckengeschwindigkeit: | 60 km/h              |                                     |                                     |
| |                      |                                     |                                     |
| \| \| \| von Lysá nad Labem (vorm. ÖNWB) \| \| \| \| 0,000 \| Čelákovice \| Čelákovice \| \| \| \| nach Praha-Těšnov (vorm. ÖNWB) \| \| \| \| \| nach Brandýs nad Labem (vorm. ÖLEG) \| \| \| \| \| Praha–Lysá nad Labem \| \| \| \| 1,091 \| vlečka Rozvodna Čechy střed \| vlečka Rozvodna Čechy střed \| \| \| 1,80 \| Mochov zastávka \| Mochov zastávka \| \| \| 4,000 \| Mochov \| Mochov \| \| \| 4,014 \| vlečka Mrazírna Mochov \| vlečka Mrazírna Mochov \| |                      |                                     |                                     |
| Strecke |                      | von Lysá nad Labem (vorm. ÖNWB)     | von Lysá nad Labem (vorm. ÖNWB)     |
| Bahnhof | 0,000                | Čelákovice                          | Čelákovice                          |
| Abzweig geradeaus und nach links |                      | nach Praha-Těšnov (vorm. ÖNWB)      | nach Praha-Těšnov (vorm. ÖNWB)      |
| Abzweig geradeaus und nach rechts |                      | nach Brandýs nad Labem (vorm. ÖLEG) | nach Brandýs nad Labem (vorm. ÖLEG) |
| Kreuzung geradeaus unten |                      | Praha–Lysá nad Labem                | Praha–Lysá nad Labem                |
| Abzweig geradeaus und nach rechts | 1,091                | vlečka Rozvodna Čechy střed         | vlečka Rozvodna Čechy střed         |
| Haltepunkt / Haltestelle | 1,80                 | Mochov zastávka                     | Mochov zastávka                     |
| Kopfbahnhof Strecke ab hier außer Betrieb | 4,000                | Mochov                              | Mochov                              |
| | 4,014                | vlečka Mrazírna Mochov              | vlečka Mrazírna Mochov              |

Die Bahnstrecke Čelákovice–Mochov ist eine regionale Eisenbahnverbindung in Tschechien, die ursprünglich von der Österreichischen Lokaleisenbahngesellschaft (ÖLEG) als Teil der staatlich garantierten Lokalbahn Brandeis–Mochow errichtet und betrieben wurde. Sie beginnt in Čelákovice und führt nach Mochov in Mittelböhmen.
Nach einem Erlass der tschechischen Regierung ist die Strecke seit dem 20. Dezember 1995 als regionale Bahn („regionální dráha“) klassifiziert.

## Geschichte
Die heutige Bahnstrecke Čelákovice–Mochov war Teil eines Lokalbahnprojekts der ÖLEG in Mittelböhmen, welches Strecken von Čelákovice nach Brandýs nad Labem als auch nach Mochov vorsah. Am 7. November 1881 wurde die Konzession für diese Strecken erteilt. Die Strecke nach Mochov war dabei nur für den Güterverkehr zur dortigen Zuckerfabrik vorgesehen. Eröffnet wurde sie am 11. Jänner 1883.
Zunächst führte die ÖLEG den Betrieb selbst. Ab 1. Juli 1885 übernahmen die Böhmischen Commercialbahnen (BCB) diese Aufgabe, ab 18. Juli 1890 die Österreichisch-ungarische Staatseisenbahngesellschaft (StEG).
Nach der Verstaatlichung der StEG gehörte die Strecke ab 1. Januar 1908 zum Netz der k.k. Staatsbahnen (kkStB). In jener Zeit gab es ein Projekt zur Verlängerung der Strecke nach Český Brod, das nicht realisiert wurde. Damit wäre eine durchgehende Verbindung zwischen den Strecken Kolin–Prag und Prag–Bodenbach unter Umgehung des Prager Knotens entstanden.
Nach dem Zerfall Österreich-Ungarns im Oktober 1918 ging die Strecke an die neu gegründeten Tschechoslowakischen Staatsbahnen (ČSD) über.
Mit einer Festveranstaltung eröffneten die ČSD am 14. Mai 1939 auch den Personenverkehr, der insbesondere im Berufsverkehr der Zuckerfabrik begründet war. Dafür wurde der Bahnhof Mochov um ein kleines Aufnahmsgebäude mit Fahrkartenausgabe und einer einständigen Remise für die Motorwagen ergänzt. Der Fahrplan von 1940 verzeichnete werktäglich zehn und an Sonn- und Feiertagen neun Personenzugpaare. Während des Zweiten Weltkrieges lag die Strecke zur Gänze im Protektorat und wurde von den nunmehrigen Protektoratsbahnen Böhmen und Mähren (ČMD-BMB) betrieben. Nach dem Zweiten Weltkrieg kam die Strecke wieder zurück zu den ČSD.
Die Zuckerfabrik wurde nach der Kampagne 1957 stillgelegt. Auf dem Gelände entstand eine Fabrik zur Herstellung von Tiefkühlprodukten (Mrazírna Mochov), die 1962 ihre Fertigung aufnahm. Der Versand der Fertigprodukte in Kühlwagen sorgte wieder für ein stetiges Verkehrsaufkommen im Güterverkehr. Mitte der 1960er Jahre entstand auf freiem Feld ein großes Umspannwerk, dass über eine eigene Anschlussbahn am Streckenkilometer 1,091 angeschlossen ist.
Während der Invasion der Warschauer Vertragsstaaten im August 1968 fuhren sowjetische Truppen einen Militärzug mit einem aufgebauten Störsender auf die Strecke, mit dem die in Prag ausgestrahlten Programme des Tschechoslowakischen Rundfunks gestört werden sollten. Beim Anschluss des Senders an die Stromversorgung „verwechselten“ die sowjetischen Spezialisten allerdings die richtige Spannung und zerstörten so die Sendeanlage. In dieser Zeit ruhte der Verkehr auf der Strecke einige Tage.
Im Jahr 1972 gab es erstmals Pläne, den Verkehr auf der Strecke einzustellen. Letztlich blieb sie aber weiter in Betrieb, Ende der 1980er Jahre wurde sogar der Oberbau vollständig erneuert. 1990 wurde die unbesetzte Haltestelle Mochov zastávka eröffnet, die insbesondere für die Mitarbeiter des Umspannwerkes vorgesehen war. Im Jahresfahrplan 1990/91 verkehrten täglich acht Reisezugpaare. Nach dem gesellschaftlichen Umbruch von 1989 kam der Güterverkehr auf der Strecke recht rasch zum Erliegen. Mrazírna Mochov wickelt seitdem sämtliche Transporte per Lastkraftwagen ab.

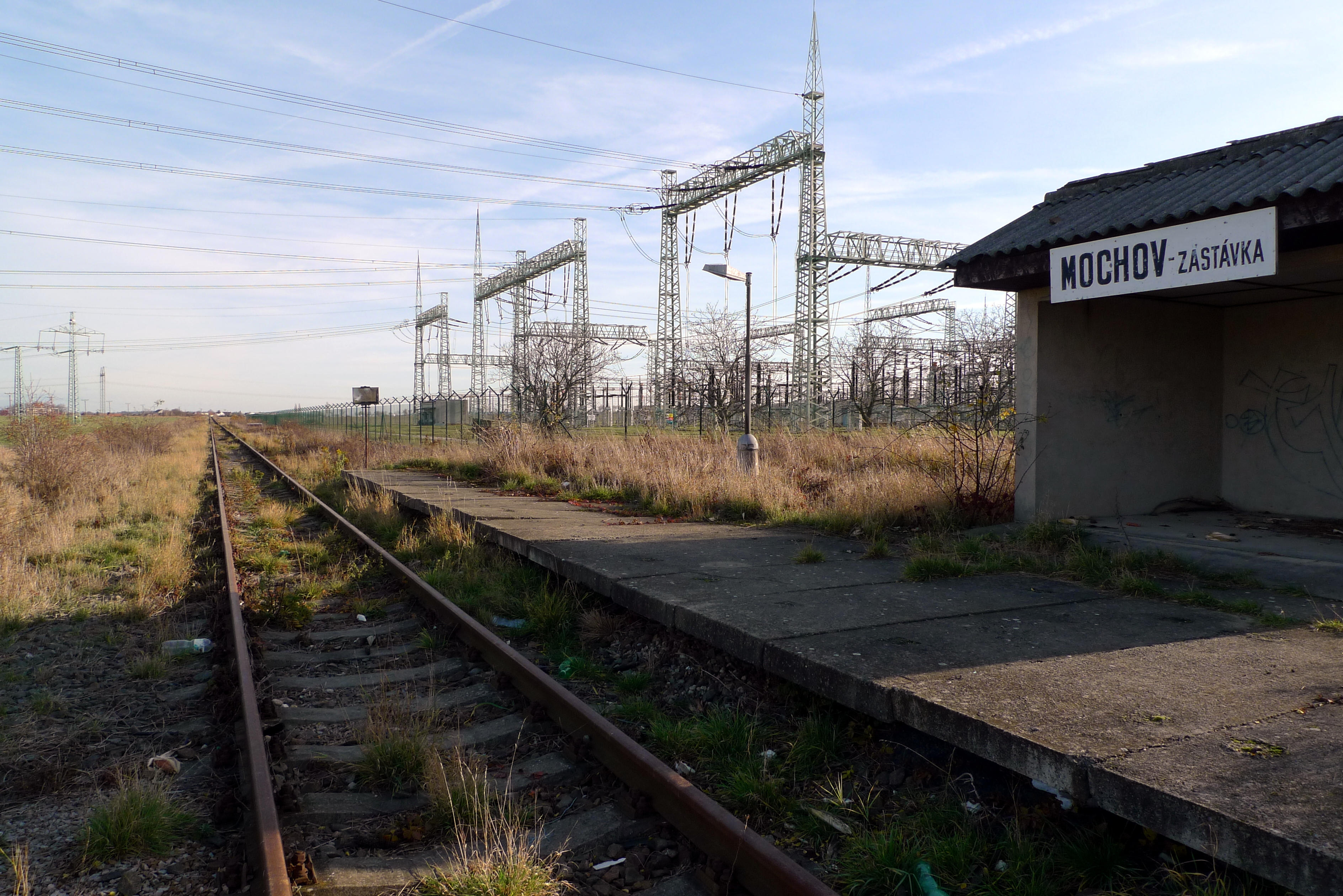
Haltestelle Mochov zastávka, im Hintergrund das Umspannwerk (2009)

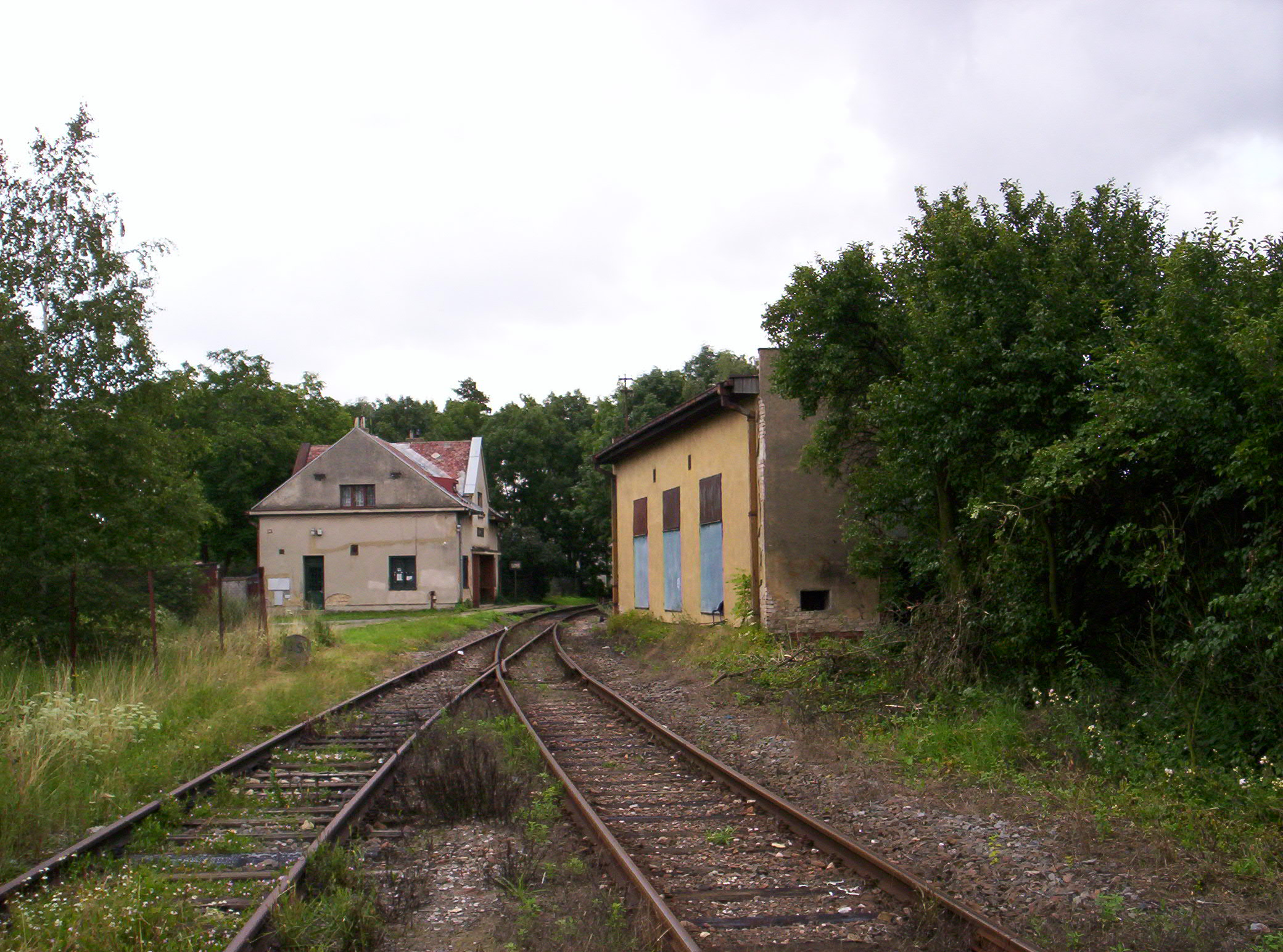
Bahnhof Mochov (2009)

Am 1. Jänner 1993 ging die Strecke infolge der Auflösung der Tschechoslowakei an die neu gegründete tschechische Staatsbahngesellschaft České dráhy (ČD) über. Seit 2003 gehört sie zum Netz des staatlichen Infrastrukturbetreibers Správa železniční dopravní cesty (SŽDC).
Zum Fahrplanwechsel am 9. Dezember 2006 wurde der planmäßige Reisezugverkehr eingestellt. Seitdem ist der Verein Klub železničních cestovatelů (KŽC) einziger regelmäßiger Nutzer der Strecke. An ausgewählten Terminen im Jahr verkehren seitdem Züge mit historischen Dieseltriebwagen, die von der Gemeinde Čelákovice finanziell gefördert werden. Sie wurden zunächst als „Polabský motoráček“ vermarktet. Heute sind sie als „Mochovský motoráček“ bekannt.
Die Anschlussbahn des Umspannwerkes Mittelböhmen (Rozvodna Čechy střed) zwischen Čelákovice und Mochov zastávka wird auch weiterhin bedarfsweise mit Güterzugfahrten bedient. Transformatortransporte fanden in den Jahren 2001, 2002, 2003, 2013, 2015 und zuletzt am 24. Februar 2017 statt.
Im November 2014 war die Strecke für einen Betrag von 32.025.770 Kč zum Verkauf ausgeschrieben, ohne dass es zur Abgabe an einen neuen Eigentümer kam.
Am 3. April 2018 wurde der fahrplanmäßige Reisezugverkehr auf der Strecke mit der neuen Linie S24 (Čelákovice–Mochov) wieder aufgenommen. Es verkehren insgesamt sechs Zugpaare im werktäglichen Berufsverkehr morgens und abends. Beauftragtes Eisenbahnverkehrsunternehmen ist KŽC Doprava. Nach einem Monat Betrieb werden die Züge täglich von etwa 40 bis 50 Reisenden benutzt.
Wegen der geringen Auslastung entstehen für den Aufgabenträger Středočeský kraj jährlich Kosten von 120.000 Kronen für jeden einzelnen Reisenden. Mit dem Fahrplanwechsel am 12. Dezember 2021 wird der Reiseverkehr wieder eingestellt.

## Fahrzeugeinsatz

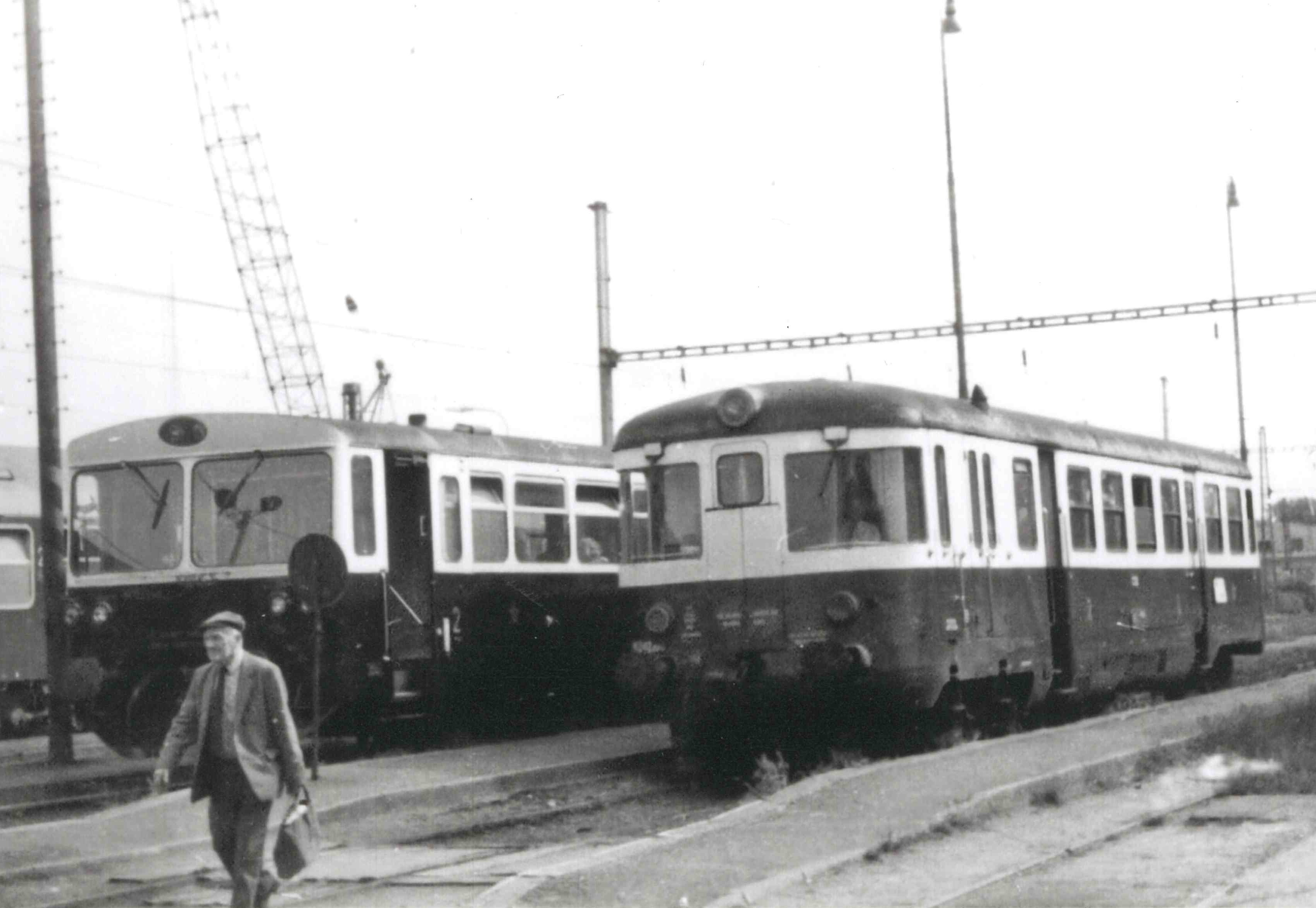
Triebwagen der Reihen M 152.0 und M 240.0 im Bahnhof Čelákovice (um 1985)

Für den Reiseverkehr kamen fast ausschließlich Triebwagen zum Einsatz. Den Eröffnungszug am 14. Mai 1939 bildete M 131.001. Darüber hinaus fuhren im Laufe der Jahre auch die Reihen M 131.1, M 230.5 und M 240.0 auf der Strecke. Zuletzt wurde der Zugverkehr bis zur temporären Einstellung im Jahr 2006 ausschließlich mit den zweiachsigen Triebwagen der ČSD-Baureihe M 152.0 (ČD 810) abgewickelt. Auch KŽC Doprava setzt für die Linie S24 seit 2018 wieder ein solches Fahrzeug ein.